# Ailurofobie
Ailurofobia este o formă de fobie manifestată prin teamă exagerată și nemotivată de pisici. 
Se manifestă sub mai multe forme. Unele persoane suferă de această experiență aproape tot timpul, altele doar ca răspuns la stimuli direcți. Unele situații posibile care pot declanșa teama de pisici sunt: ascultarea torsului, vederea unei pisici în viața reala, posibilitatea de a-și imagina atacul unei pisici, gândul de a întâlni o pisică în întuneric, vederea unei pisici în imagini sau la televizor, jucării sub formă de pisică etc.
În Evul Mediu pisicile erau asociate cu supranaturalul, vrăjitoria și diavolul. Există o credință conform căreia pisicile pot prezice vremea, dându-i pisicii o aură supranaturală. În unele cazuri, fobia se limitează la pisici negre, despre care se credea că sunt vrăjitoare transformate.

## Etimologie
Numele provine din cuvintele grecești αἴλουρος (ailouros), "pisică" și φṣβος (phóbos), "frică". Alte nume includ felinofobie, și elurofobie, O persoană cu o astfel de teamă este cunoscută ca un ailurofob. 

## Vezi și
- Listă de fobii